# Non-ratification de la Convention relative aux droits de l'enfant par les États-Unis
Les États-Unis ont signé la Convention relative aux droits de l'enfant des Nations unies, mais représente le seul État membre des Nations unies à ne pas l'avoir ratifiée.
La Convention relative aux droits de l'enfant a pour objectif de protéger et de promouvoir les droits de tous les enfants dans le monde. Ce fut le premier traité international à intégrer tous les droits humains en ce qui concerne les enfants, leur permettant de participer aux aspects familiaux, culturels et sociaux de la vie. Il met l'accent sur le droit à la survie, au développement et à la protection contre les abus, la négligence et l'exploitation, par exemple lors de conflits. Il aborde également des problèmes liés à l'éducation, aux soins de santé, à la justice pour mineurs et aux droits des enfants handicapés.

## Histoire
Le gouvernement des États-Unis a contribué à la rédaction de la convention et a commenté la quasi-totalité des articles et proposé le texte original de sept d’entre eux. Trois d'entre eux proviennent directement de la Constitution des États-Unis et ont été proposés par le gouvernement du président Ronald Reagan,. La Convention a été adoptée par l'Assemblée générale des Nations unies le 20 novembre 1989 et est entrée en vigueur le 2 septembre 1990.
Le 16 février 1995, Madeleine Albright, à l'époque ambassadrice des États-Unis auprès des Nations unies, a signé la Convention. Cependant, bien que généralement favorable à la Convention, le président Bill Clinton ne l'a pas soumise au Sénat, dont la ratification nécessite les deux-tiers des membres. Aucun de ses successeurs n'a soumis le traité à la ratification. Barack Obama a qualifié d'embarrassant l'échec de la ratification de la Convention et a promis de le réviser,, mais sans succès.
Les États peuvent, lors de la ratification de la Convention, le faire sous réserve de réserves ou d'interprétations. Outre d’autres obligations, la ratification de la Convention obligerait les États-Unis à soumettre au Comité sur les droits de l’enfant, un groupe d’experts du monde entier en matière de droits de l’enfant, des rapports exposant sa mise en œuvre au niveau national. Les parties doivent faire rapport initialement deux ans après leur adhésion à la Convention (ratification), puis tous les cinq ans.

## Soutien
Aux États-Unis, de nombreuses organisations appuient la ratification de la Convention, y compris des groupes travaillant avec des enfants tels que les Girl Scouts et Kiwanis. La Campagne pour la ratification de la Convention relative aux droits de l'enfant par les États-Unis soutient que les critiques mentionnées par les opposants à la convention « résultent d'idées fausses, d'informations erronées et d'un manque de compréhension de la manière dont les traités internationaux relatifs aux droits humains sont mis en œuvre aux États-Unis », et cette ratification « créerait un cadre utile à partir duquel nos dirigeants pourraient élaborer des politiques et des programmes efficaces et rentables répondant aux besoins spécifiques des enfants et des familles ».[réf. nécessaire]
La Campagne pour la ratification de la Convention relative aux droits de l'enfant par les États-Unis est un réseau dirigé par des volontaires qui aident à promouvoir la ratification de la Convention auprès du gouvernement américain,.

## Opposition
L'opposition à la ratification provient en partie de certains groupes religieux et  politiques conservateurs qui affirment que la Convention est en contradiction avec la Constitution des États-Unis. Selon le point de vue des conservateurs, l'ONU est une institution élitiste, à laquelle ils ne font pas confiance pour gérer correctement les décisions sensibles concernant les questions familiales. D'autre part, certains Américains s'opposent à la CDE en affirmant que le pays dispose déjà de tout ce que le traité préconise et que, par conséquent, il n'aurait aucune différence dans les faits.

## Souveraineté et fédéralisme
Les préoccupations juridiques concernant la ratification ont principalement porté sur les questions de souveraineté et de fédéralisme.
Les partisans de la Convention soulignent que, aux termes de la clause de suprématie de la Constitution des États-Unis, la Convention ne peut pas prévaloir sur la Constitution car aucun traité ne peut prévaloir sur la Constitution. En outre, en tant que « traité non auto-exécutoire », la convention ne confère à aucun organisme international le pouvoir de contrôler les États-Unis et / ou ses citoyens, mais oblige simplement le gouvernement fédéral américain à soumettre des rapports périodiques traité sont respectés (ou non). Le seul mécanisme d’application de la Convention est l’établissement d’un rapport écrit.

## Droits parentaux
Certains partisans de l'enseignement à domicile ont déclaré craindre que la Convention ne détourne l'autorité des parents,.
L'un des principes les plus controversés de la Convention concerne les droits de participation accordés aux enfants.
David M. Smolin fait valoir que l'article 29 limite le droit fondamental des parents et des autres personnes d'éduquer leurs enfants dans des écoles privées en exigeant que toutes ces écoles adhèrent aux principes énoncés dans la Charte des Nations unies et à une liste de valeurs et d'idéaux spécifiques. Il fait valoir que « la jurisprudence de la Cour suprême a prévu qu'une combinaison de droits parentaux et de libertés religieuses confère aux parents et aux écoles privées un droit plus large de contrôler les valeurs et le programme de l'enseignement privé sans ingérence de l'État ».
Smolin, autrement un partisan qui appelle les États-Unis à émettre des réserves à la convention, fait valoir que l'article 5, qui inclut une disposition selon laquelle les parents « fournissent, d'une manière compatible avec les capacités évolutives de l'enfant, une orientation et des conseils appropriés dans l'exercice par l'enfant des droits reconnus dans la présente Convention », « est libellé dans un langage qui semble réduire le rôle parental à celui de conseiller ». La Campagne pour la ratification de la Convention relative aux droits de l'enfant par les États-Unis soutient que celle-ci protège la responsabilité parentale de toute ingérence du gouvernement.
La Campagne pour la ratification de la Convention relative aux droits de l’enfant par les États-Unis fournit des informations réfutant ce conflit et d’autres conflits proposés. La CDE ne décrit aucune ingérence spécifique dans les programmes scolaires, pas plus que la ratification n'empêcherait les parents de faire l'école à la maison avec leurs enfants. En outre, il reconnaît la famille « [...] unité fondamentale  de la société et milieu naturel pour la croissance et le bien-être de tous ses membres, eten particulier des enfants [...] » et souligne à plusieurs reprises le rôle crucial que jouent les parents dans la vie de leurs enfants. (En particulier en ce qui concerne les articles 3, 5, 7 à 10, 14, 18, 22 et 27.1) En vertu de la Convention, la responsabilité parentale est protégée de toute ingérence du gouvernement. L'article 5 stipule que les gouvernements doivent respecter les droits, responsabilités et devoirs des parents d'élever leurs enfants. Aucun texte de la CDE ne dicte la manière dont les parents doivent élever et instruire leurs enfants.
Geraldine Van Bueren, auteure du manuel principal sur les droits internationaux de l'enfant et participante à la rédaction de la Convention, a décrit le critère de « l'intérêt supérieur de l'enfant » dans le traité comme « prévoyant les décideurs ayant le pouvoir de substituer leurs propres décisions à celles de l'enfant ou de leurs parents »
La CDE défend tous les droits fondamentaux des parents et leurs rôles concernant leurs enfants dans l'ensemble du document. Il stipule que le gouvernement devrait respecter la responsabilité des parents et inclure des conseils pour l'éducation de leurs enfants. La Convention attribue également au gouvernement la responsabilité de protéger et d’aider les familles.
D'autres exemples de points sujets à débat sont : 
1. Le traité traite de la discipline parentale et de la discipline à l'école. On craint que cela élimine le droit des parents à la discipline. La CDE ne spécifie pas quelle discipline peut être utilisée, mais oblige les parents à guider et orienter les enfants au lieu de les punir. La discipline éducative est abordée en éliminant la violence et les abus psychologiques ou physiques. Les codes vestimentaires et le chant de l'hymne national ne sont pas adressés et sont laissés aux responsables de l'école et aux gouvernements pour déterminer si l'un ou l'autre doit être protégé.
2. L'âge des enfants et leur capacité à comprendre la CDE et les droits dont ils jouissent constituent également un problème. Les décisions des parents quant à la manière dont elles aborderont la Convention des Nations unies contre la corruption contribueront au développement des enfants. L'encadrement parental devrait aider les enfants à évoluer et leur apprendre à respecter leurs droits et ceux des autres.
3. Un autre problème est de savoir si la CDE donnera aux enfants plus de droits qu'aux parents. Les parents ont toujours le contrôle de leurs enfants. Par exemple, ils peuvent s'attendre à ce que les enfants aident autour de la maison. La convention n'interdit que les travaux qui nuisent à leur santé ou entravent l'éducation.

## Peine de mort et emprisonnement à vie
L'article 37 de la Convention interdit de condamner des mineurs à la peine de mort ou à l'emprisonnement à perpétuité sans possibilité de libération conditionnelle. Les États-Unis ne se conforment pas à cet article. Trois décisions successives de la Cour suprême ont évolué vers la conformité :
- En 2005, vingt-deux États américains ont autorisé l'exécution de délinquants mineurs. Cela a cessé après la décision de la Cour suprême de 2005, Roper v. Simmons, qui a jugé les exécutions juvéniles inconstitutionnelles comme une « peine cruelle et inusitée ». La décision citait la Convention parmi les nombreuses indications selon lesquelles « les États-Unis sont désormais les seuls dans un monde qui s'est retourné contre la peine de mort pour mineurs »[27],[28].
- La décision de 2010 Graham v. La Floride a interdit la condamnation de mineurs à la réclusion à perpétuité sans possibilité de libération conditionnelle pour des crimes autres que d'homicide. À la suite de l'arrêt Graham, six États américains ont interdit ces peines dans tous les cas[29].
- La décision de la Cour suprême de juin 2012 Miller v. L'Alabama a estimé que les peines obligatoires à vie sans possibilité de libération conditionnelle sont inconstitutionnelles pour les meurtriers juvéniles. La décision n'a pas interdit les tribunaux d'imposer une peine à perpétuité considérée. [30]

### Annexe
- Organisation des Nations unies. « Convention relative aux droits de l'enfant », art. 11. (version en vigueur : 2 septembre 1990) [lire en ligne (page consultée le 27 juin 2020)].
- Texte officiel multilingue : (fr + zh + ar + es + ru + en) Organisation des Nations unies, « Convention relatif aux droits de l'enfant », sur un.org (consulté le 27 juin 2020).